# Pièce en ut majeur (Contemplation)
Pour l’article homonyme, voir Desdemona.
La Pièce en ut majeur, aussi appelée Contemplation, op. 157, est une œuvre de la compositrice Mel Bonis, datant de 1935.

## Composition
Mel Bonis compose sa Pièce en ut majeur pour orgue à pédales. Le manuscrit, dédié à Albert Trotrot-Dériot, porte la date de 1935 et est intitulé « Pièce pour orgue ». L'œuvre est publiée par la Schola Cantorum la même année. Elle est rééditée par les éditions Carrara en 1971, puis par les éditions Armiane en 2011.

## Analyse
L'œuvre porte des éléments de modernité. Le titre est d'une dénomination très en vogue à l'époque. Elle a une structure tripartite de type ABA'.

## Sources
- Étienne Jardin, Mel Bonis (1858-1937) : parcours d'une compositrice de la Belle Époque, 2020 (ISBN 978-2-330-13313-9 et 2-330-13313-8, OCLC 1153996478, lire en ligne)